# Aleksandr Vasin
Aleksandr Aleksandrovič Vasin (in russo Александр Александрович Васин?; Orenburg, 3 aprile 1963) è un allenatore di pallacanestro russo.

## Carriera
Ha guidato la Russia ai Campionati europei del 2017.